# Hans Ulrich Gumbrecht
Hans Ulrich Gumbrecht (Wurzburgo, 15 de junio de 1948) es un teórico literario estadounidense de origen alemán cuyo trabajo abarca desde la filología y la filosofía, pasando por la historia literaria y cultural hasta las epistemologías de lo cotidiano. Profesor de la Universidad de Stanford desde 1989, ocupa la cátedra Albert Guérard como profesor en los Departamentos de Literatura Comparada y Francés e Italiano en la División de Literaturas, Lenguas y Culturas de Stanford; también colabora en los Departamentos de Estudios Alemanes, Culturas Ibéricas y Latinoamericanas, y en el Programa de Pensamiento y Literatura Moderna de dicha universidad.
Gumbrecht estudió lenguas romances y filología alemana, filosofía y sociología en Múnich, Ratisbona, Salamanca, Pavía y Constanza. Fue doctorado en la Universidad de Constanza en 1971 y es actualmente profesor en el Departamento de Literatura Comparada de la Universidad de Stanford.
La obra de Gumbrecht trata las literaturas francesa, española, portuguesa y alemana y la filosofía desde la Modernidad hasta la actualidad. Su pensamiento incorpora una mirada transdisciplinar, combinando la investigación histórica, filológica, estética y filosófica. Es conocido por colaborar en el Geschichtliche Grundbegriffe editado por Reinhart Koselleck, y por su trabajo sobre la tradición filosófica occidental, la materialidad de la presencia, las formas de experiencia estética y los síntomas del cambio de cronotopo del presente amplio. Gumbrecht, además, es un políglota, capaz de hablar alemán, inglés, francés, italiano, portugués y español.

## Premios
El 18 de abril de 2012 fue galardonado con el Premio Mundial de Educación José Vasconcelos.